# Espinha dendrítica
Uma espinha dendrítica é uma pequena protrusão membranosa do dendrito de um neurônio que normalmente recebe entrada de um único axônio na sinapse. Espinhas dendríticas servem como um local de armazenamento para a força sináptica e ajudam a transmitir sinais elétricos para o corpo celular do neurônio. Espinhas pode ser fina ou grossa, em forma de cogumelo ou ramificada. Os dendritos de um único neurônio podem conter centenas de milhares de espinhas. Além de espinhas que fornecem um substrato anatômico para armazenamento de memória e transmissão sináptica, elas também podem servir para aumentar o número de contatos possíveis entre os neurônios.

## Estrutura
As espinhas dendríticas são pequenas, com volumes da cabeça da coluna variando de 0.01 µm3 a 0.8 µm3.

### Distribuição
As espinhas dendríticas geralmente recebem estímulo excitatório dos axônios, embora às vezes tanto conexões inibitórias quanto excitatórias sejam feitas na mesma cabeça da coluna.

## Plasticidade
As espinhas dendríticas são muito "plásticas", isto é, as espinhas mudam significativamente em forma, volume e número em pequenos cursos de tempo. A plasticidade do cérebro está centrada nas sinapses entre as células nervosas; As espinhas dendríticas são encontradas em um lado - conhecido como "pós-sináptico", pois é onde os sinais são captados. No lado pré-sináptico, extensões de células nervosas conhecidas como axônios disparam esses sinais. A rede de sinapses permite que cada célula se comunique com milhares de outras, mas assim como algumas memórias se tornam mais fortes enquanto outras desaparecem, as conexões entre algumas células nervosas individuais podem melhorar com o tempo, enquanto outras podem mirrar. A plasticidade da espinha está implicada na motivação, na aprendizagem e na memória.